# Casanare
Casanare és un departament de Colòmbia.

## Municipis
1. Aguazul
2. Chameza
3. Hato Corozal
4. La Salina
5. Maní
6. Monterrey
7. Nunchia
8. Orocue
9. Paz de Ariporo
10. Pore
11. Recetor
12. Sabanalarga
13. Sacama
14. San Luis de Palenque
15. Tamara
16. Tauramena
17. Trinidad
18. Villanueva
19. Yopal (municipality)

## Població
Pel que fa als indígenes, hi ha 5.536 persones pertanyents a les ètnies Kuiba (2.204 persones), Sikuani (444 persones), Mjasivware (416 persones), Amorua (178 persones), Tsirapu (163 persones) i Salivas (1.668 persones).

## Governadors de Casanare
- 1991-1992 : Jorge Prieto Riveros
- 1992-1994 : Óscar Leonidas Wílchez Carreño
- 1995-1996 : Emiro Sossa Pacheco
- 1996 : Efrén Antonio Hernández Díaz (encargado)
- 1996-1997 : Miguel Ángel Pérez Suárez
- 1998-2000 : Jorge Prieto Riveros
- 1.1.2001-31.12.2003 : William Hernán Pérez Espinel
- 1.1.2004-31.12.2007 : Miguel Ángel Pérez Suárez
  - 2005 : Flavio Vega Lozano (encargado)
  - 30.3.2005-22.9.2006 : Helí Cala López
  - 22.9.2006-31.12.2007 : Whitman Herney Porras Pérez
- 1.1.2008- : Raúl Flórez